# إبراهيم أحمد هاشم
إبراهيم أحمد هاشم (1872 - 1939) شاعر سوداني. ولد في بربر، وقرأ فيها على علمائها وهو شقيق المفتي الطيب أحمد هاشم، فنشأ في عائلة مثقفة، وحفظ الكثير من أشعار العرب، وكثيرًا من كتب الأدب، وقد تفتحت موهبته الشعرية مبكرًا. وكان سريع النظم، حسن الرصف، ونظم كثيرًا من قصائده في مدح النبي محمد وله ديوان «القول المقبول في مدح جناب الرسول». عمل كاتباً في المحاكم الشرعية، وإماماً لمسجد. توفي عن 67 عامًا بمدينة أم درمان. 

## سيرته
ولد إبراهيم أحمد هاشم سنة 1289 هـ/ 1872 م في مدينة بربر، ونشأ بها في عائلة مثقفة متدينة مسلمة من الهاشماب. حفظ القرآن بخلوة بربر، وحفظ الكثير من أشعار العرب، وكثيرًا من كتب الأدب وثقف نفسه أدبياً، فبرزت موهبته الشعرية. ثم تخرج في كلية غردون بقسم القضاء. فعمل كاتباً في المحاكم الشرعية، وإماماً لمسجد. اشترك في النظام الإداري للمهدية و تنقل بين ود مدني وأم درمان.

توفي إبراهيم أحمد هاشم بمدينة أم درمان سنة 1358 هـ/ 1939 م. 

## شعره
اشتهر بقصائده في مدح النبي محمد وله ديوان «القول المقبول في مدح جناب الرسول»، وكذلك عرف بقدرته على النظم البديهيات والعناية بالفكرة في القصيدة. 